# Acinopus
Acinopus is een geslacht van kevers uit de familie van de loopkevers (Carabidae). De wetenschappelijke naam van het geslacht is voor het eerst geldig gepubliceerd in 1821 door Pierre Dejean.

Acinopus in de Iconographia Zoologica

Acinopus in de Iconographia Zoologica

## Soorten
Het geslacht Acinopus omvat de volgende soorten:
- Acinopus almeriensis Mateu, 1954
- Acinopus ambiguus Dejean, 1829
- Acinopus ammophilus Dejean, 1829
- Acinopus antoinei Puel, 1934
- Acinopus baudii A. Fiori, 1913
- Acinopus boiteli Alluaud, 1930
- Acinopus brevicollis Baudi di Selva, 1882
- Acinopus creticus Maran, 1947
- Acinopus cylindraecus Fairmaire, 1859
- Acinopus dianae Schatzmayr, 1943
- Acinopus doderoi Gudelli, 1925
- Acinopus giganteus Dejean, 1831
- Acinopus grassator Coquerel, 1859
- Acinopus gutturosus Buquet, 1840
- Acinopus haroldii Schaum, 1863
- Acinopus jeannei J. Vives & E. Vives, 1989
- Acinopus khalisensis Ali, 1967
- Acinopus labiatus (Erichson, 1843)
- Acinopus laevigatus Menetries, 1832
- Acinopus laevipennis Fairmaire, 1859
- Acinopus liouvillei Puel, 1934
- Acinopus megacephalus P. Rossi, 1794
- Acinopus picipes (Olivier, 1795)
- Acinopus pilipes Piochard de la Brulerie, 1868
- Acinopus pueli Schatzmayr, 1935
- Acinopus sabulosus Fabricius, 1792
- Acinopus striolatus Zoubkoff, 1833
- Acinopus subquadratus Brulle, 1832